# Tia Mowry
Tia Dashon Mowry, nota come Tia Mowry o Tia Mowry-Hardrict (Gelnhausen, 6 luglio 1978), è un'attrice statunitense.
In Italia è famosa soprattutto perché lei e la sorella gemella Tamera Mowry sono le protagoniste della sitcom "Sister, Sister", nella quale interpretava Tia Landry e le protagoniste del film Disney per la televisione Twitches - Gemelle streghelle (dove era Alexandra Fielding) e nel seguito Twitches - Gemelle streghelle 2".

## Biografia

### Nascita
Mowry è nata a Gelnhausen, Germania, da Darlene Flowers, che dirige la carriera delle sue figlie e che fa anche la guardia del corpo, e da Timothy Mowry. Sua madre è afro-americana, mentre suo padre è anglo-americano; i due si incontrarono per la prima volta al liceo a Miami. È la sorella più grande tra Tavior e Tahj Mowry. È invece più giovane di sua sorella gemella, Tamera, di soli due minuti.

### Carriera
Mowry e sua sorella entrarono nel mondo dello spettacolo mentre la loro famiglia si stava stabilendo nel Texas. All'età di 12 anni convinsero la loro mamma a trasferirsi in California con loro per proseguire una vita da attori. Così nel 1990, insieme con la loro famiglia si trasferirono in California permanentemente e iniziarono ad apparire in alcune pubblicità e ad avere piccoli ruoli in alcune serie televisive.
È conosciuta per aver interpretato il ruolo di Tia Landry, una gemella separata al momento della nascita e riunita con sua sorella nell'adolescenza nella serie Sister, Sister. 
Dopo che la serie fu cancellata le due sorelle iniziarono a studiare psicologia alla Pepperdine University. Venne anche in Europa per studiare materie umanistiche e per imparare la lingua italiana per un periodo. Insieme con sua sorella apparve nel film The Hot Chick interpretando le cheerleader. Nel 2005 Mowry e sua sorella entrarono nel cast del film Disney per la televisione Twitches - Gemelle streghelle e due anni dopo nel sequel Twitches - Gemelle streghelle 2.
Nel 2007 è anche apparsa in un episodio di America's Next Top Model.

### Vita privata
Mowry risiede a Los Angeles con il suo chihuahua, che ha chiamato Chico.
Nel 2008 ha sposato l'attore Cory Hardrict; dopo il matrimonio, è spesso accreditata come Tia Mowry-Hardrict. La coppia ha due figli: Cree, nato il 28 giugno 2011 e Cairo Tiahna, nata il 5 maggio 2017. Nell'aprile 2023, Mowry e Hardrict hanno finalizzato il loro divorzio dopo 15 anni di matrimonio.

## Filmografia
- Sister, Sister: Tia Landry (1994-1999)
- Un genio in famiglia: Rochelle (1997)
- Detention: Lemonjella LaBelle (1999-2000)
- Seventeen Again: Sydney Donovan (2000)
- The Hot Chick: Venetia (2002)
- Twitches - Gemelle streghelle (Twitches), regia di Stuart Gillard – film TV (2005)
- Bratz: Sasha (2005-present) (voice)
- The Game: Melanie Barnett (2006)
- Twitches - Gemelle streghelle 2 (Twitches Too!), regia di Stuart Gillard – film TV (2007)
- The American Standards: Kate (2007)
- Hollywood Horror (2008)
- Cantando sotto il vischio, regia di Paul Hoen (2012)
- Indivisible, regia di David G. Evans (2018)
- Una locanda per Natale, regia di Peter Sullivan (2018)
- La famiglia McKellan - serie TV, 10 episodi (2019-in corso)